# TMCO1
TMCO1 (англ. Transmembrane and coiled-coil domains 1) – білок, який кодується однойменним геном, розташованим у людей на короткому плечі 1-ї хромосоми.  Довжина поліпептидного ланцюга білка становить 188 амінокислот, а молекулярна маса — 21 175.
| 10         |  | 20         |  | 30         |  | 40         |  | 50         |
| ---------- |  | ---------- |  | ---------- |  | ---------- |  | ---------- |
| MSTMFADTLL |  | IVFISVCTAL |  | LAEGITWVLV |  | YRTDKYKRLK |  | AEVEKQSKKL |
| EKKKETITES |  | AGRQQKKKIE |  | RQEEKLKNNN |  | RDLSMVRMKS |  | MFAIGFCFTA |
| LMGMFNSIFD |  | GRVVAKLPFT |  | PLSYIQGLSH |  | RNLLGDDTTD |  | CSFIFLYILC |
| TMSIRQNIQK |  | ILGLAPSRAA |  | TKQAGGFLGP |  | PPPSGKFS   |  |            |

A: Аланін

C: Цистеїн

D: Аспарагінова кислота

E: Глутамінова кислота

F: Фенілаланін

G: Гліцин

H: Гістидин

I: Ізолейцин

K: Лізин

L: Лейцин

M: Метіонін

N: Аспарагін

P: Пролін

Q: Глутамін

R: Аргінін

S: Серин

T: Треонін

V: Валін

W: Триптофан

Кодований геном білок за функціями належить до іонних каналів, фосфопротеїнів. 
Задіяний у таких біологічних процесах як транспорт іонів, транспорт, транспорт кальцію, альтернативний сплайсинг. 
Білок має сайт для зв'язування з іоном кальцію. 
Локалізований у мембрані, ендоплазматичному ретикулумі, апараті гольджі.